# Bulbophyllum antioquiense
Bulbophyllum antioquiense é uma espécie de orquídea (família Orchidaceae) pertencente ao gênero Bulbophyllum. Foi descrita por Friedrich Fritz Wilhelm Ludwig Kraenzlin em 1899.